# Orlí hnízdo (přírodní památka, okres Znojmo)
Orlí hnízdo je přírodní památka západně od Štítar v okrese Znojmo v Jihomoravském kraji. Nachází se na pravém břehu vodní nádrže Vranov. Tvoří ji komplex ekosystémů křovin, lesů a skal s výskytem vzácných druhů hmyzu, ke kterým patří motýl jasoň dymnivkový, roháč obecný nebo tesařík obrovský.

## Historie
Lesy na strmých svazích údolí Dyje plní čistě mimoprodukční funkci a hospodaření v nich je omezeno na zdravotní zásahy, které však mohou být v rozporu s ochranářským managementem. Chráněné území vyhlásil Krajský úřad Jihomoravského kraje v kategorii přírodní památka s účinností od 1. března 2014.

## Přírodní poměry
Přírodní památka s rozlohou 15,76 hektarů leží v katastrálním území Štítary na Moravě. Nachází se v Jevišovické pahorkatině v nadmořské výšce 350–440 metrů a je součástí evropsky významné lokality Údolí Dyje.

### Abiotické poměry
V geologickém podloží převažují krystalinické migmatity až pararuly s ojedinělými vložkami amfibolitů. V geomorfologickém členění Česka přírodní památka leží v celku Jevišovická pahorkatina, podcelku Bítovská pahorkatina a okrsku Vranovská pahorkatina.

### Flóra
Na skalních výchozech s mělkým substrátem rostou acidofilní doubravy s dubem zimním (Quercus petraea). Kromě dubů v lesích rostou také habr obecný (Carpinus betulus), borovice lesní (Pinus sylvestris) a jasan ztepilý (Fraxinus excelsior). V bylinném patře doubrav a na mělkých substrátech se objevuje kručinka chlupatá (Genista pilosa), kostřava ovčí (Festuca ovina), metlička křivolaká (Avenella flexuosa) a vzácně kavyl Ivanův (Stipa pennata). V horních částech údolních svahů doubravy přechází do dubohabřin s konvalinkou vonnou (Convallaria majalis) v podrostu.
V lipových suťových lesích se vyvinulo keřové patro s brslenem bradavičnatým (Euonymus verrucosus) a lískou obecnou (Corylus avellana). Vzácně se v něm objevuje řešetlák počistivý (Rhamnus cathartica), klokoč zpeřený (Staphylea pinnata), huseník převislý (Arabis turrita) nebo měsíčnice vytrvalá (Lunaria rediviva) a brambořík nachový (Cyclamen purpurascens).
Skalní výchozy jsou stanovištěm xerofilních křovin se skalníkem celokrajným (Cotoneaster integerrimus), čilimníkem černajícím (Cytisus nigricans), kostřavou sivou (Festuca pallens) a tařicí skalní Arduinovou (Aurinia saxatilis subsp. arduini). V blízkosti skalních výchozů je častá chrpa chlumní (Centaurea triumfettii) a oměj jedhoj (Aconitum anthora). V nižších partiích svahů vznikla suťová pole různě velkých úlomků hornin, na nichž roste šanta kočičí (Nepeta cataria).

### Fauna
Údolní svah je významný výskytem mnoha druhů živočichů. Během inventarizačních výzkumů v roce 2012 bylo zaznamenáno 202 druhů motýlů, 134 druhů brouků a čtyřicet druhů ptáků. Z motýlů se na lokalitě vyskytuje například kriticky ohrožený jasoň dymnivkový (Parnassius mnemosyne), dále okáč ovsový (Minois dryas) nebo přástevník kostivalový (Euplagia quadripunctaria). Ohrožené druhy brouků zastupují roháč obecný (Lucanus cervus), tesařík obrovský (Cerambyx cerdo) a hojně se vyskytuje střevlík Scheidlerův (Carabus scheidleri).
Ze zvláště chráněných druhů ptáků na svazích chráněného území nebo v jejich blízkosti hnízdí holub doupňák (Columba oenas), jestřáb lesní (Accipiter gentilis), lejsek šedý (Muscicapa striata), rorýs obecný (Apus apus) a žluva hajní (Oriolus oriolus).

## Ochrana přírody
Předmětem ochrany jsou ekosystémy nízkých xerofilních křovin s porosty skalníků (5 % rozlohy), hercynské dubohabřiny (25 % rozlohy), suťové lesy (15 % rozlohy), štěrbinová vegetace silikátových skal a drolin (5 % rozlohy), pohyblivé sutě silikátových hornin (2 % rozlohy) a skalní vegetace s kostřavou sivou (3 % rozlohy). Z živočišných druhů jsou předmětem ochrany kriticky ohrožený jasoň dymnikový, roháč velký a tesařík obrovský. Cílem ochrany je udržení a zlepšování podmínek pro jejich výskyt.